# Distrito de Chingas
El distrito de Chingas es uno de los seis distritos de la provincia de Antonio Raimondi, ubicado en el departamento de Áncash, en el Perú. Limita al norte con el distrito de Llamellín, al este con la provincia de Huari, al sur con el distrito de Aczo y el distrito de San Juan de Rontoy y al oeste con el distrito de Mirgas.

## Historia
El distrito fue creado el 2 de febrero de 1956 mediante Ley N.º 12645, en base al proyecto que en noviembre de 1955 presentó para la creación de una nueva provincia, con capital en Llamellín, el diputado González Loli, en el gobierno del Presidente Manuel A. Odría.

## Toponimia
Para este nombre hay dos posibilidades en dos palabras del quechua ancashino.
- De tsinkaq quien que esconde o se refugia.
- o bien de shinqaq alguien que se ahoga.

## Geografía
Tiene una población estimada mayor a 2500 habitantes. Su capital es el pueblo de Chingas.

### Anexos
Sus anexos son Vilcabamba,Chahuarcón, Rontoy, Pachacuyo, Vista Alegre, Ullpa, Higus Jirka y Añapán, según la redefinición por Ley 15187.

### Localización
| Noroeste: Llamellín y Mirgas | Norte: Llamellín               | Noreste: Llamellín y Paucas (Huari)   |
| Oeste: Mirgas                |                                | Este: Paucas y Uco (Los dos en Huari) |
| Suroeste: San Juan de Rontoy | Sur: San Juan de Rontoy y Aczo | Sureste: Uco (Huari)                  |

## Autoridades

### Municipales
- 2023 - 2026
  - Alcalde:Marco Antonio Villaorduña Ostos, del Partido Político Alianza Gobierno Unidad y Acción - Agua
- 2019 - 2022
  - Alcalde:Emmer Daimler Torre Ostos, del Partido Político Siempre Unidos
- 2015 - 2018[1]
  - Alcalde: David Eli Sáenz Loayza, del Movimiento Acción Nacionalista Peruano.
- 2011 - 2014
  - Alcalde: Franzs Sheffer Morales Miguel, del Partido Restauración Nacional (RN).
- 2006 - 2010
  - Alcalde: Víctor Galindo Vasquez, quien fue revocado en el 2009, asumiendo como alcalde interino el Teniente Alcalde de entonces, Diomedes Urbano.